# Jos Huysmans
Jos Huysmans (ur. 18 grudnia 1941 w Beerzel, zm. 10 października 2012) - były belgijski kolarz szosowy. Profesjonalną karierę rozpoczął  w 1962 roku po podpisaniu kontraktu z ekipą Mann.
Największymi sukcesami w jego karierze było wygranie dwóch etapów Tour de France (w 1968 oraz 1972), a także 8. miejsce w klasyfikacji generalnej Wielkiej Pętli w 1967 roku.
Jos Huysmans zakończył swoją profesjonalną karierę w 1977, w wieku 36 lat.

## Najważniejsze zwycięstwa i sukcesy
- 1964
  - 1. miejsce na 5a etapie wyścigu Cztery Dni Dunkierki
  - 1. miejsce na 4a etapie Tour of Belgium
- 1965
  - 2. miejsce w Tour de Suisse
    - 1. miejsce na 2. etapie
- 1966
  - 1. miejsce na 1. etapie wyścigu Cztery Dni Dunkierki
- 1967
  - 8. miejsce w Tour de France
- 1968
  - 1. miejsce w GP Briek Schotte
  - 1. miejsce na 20. etapie Tour de France
- 1969
  - 1. miejsce w La Flèche Wallonne
  - 2. miejsce w Amstel Gold Race
  - 1. miejsce na 6a etapie Critérium du Dauphiné Libéré
- 1972
  - 1. miejsce na 9. etapie Tour de France
  - 2. miejsce w Paryż-Tours